# Нижньопетровецька сільська рада
Нижньопетрове́цька сільська́ ра́да — адміністративно-територіальна одиниця та орган місцевого самоврядування у Сторожинецькому районі Чернівецької області. Адміністративний центр — село Нижні Петрівці.

## Загальні відомості
- Населення ради: 3 877 осіб (станом на 2001 рік)

## Населені пункти
Сільській раді підпорядковані населені пункти:
- с. Нижні Петрівці
- с. Аршиця

## Склад ради
Рада складається з 26 депутатів та голови.
- Голова ради: Тарица Костянтин Георгійович
- Секретар ради: Скіпор Лариса Флорівна

### Керівний склад попередніх скликань
| Прізвище, ім'я, по батькові  | Основні відомості                                                               | Дата обрання | Дата звільнення |
| ---------------------------- | ------------------------------------------------------------------------------- | ------------ | --------------- |
| Тарица Костянтин Георгійович | Сільський голова, 1955 року народження, освіта середня спеціальна, безпартійний | 26.03.2006   | 31.10.2010      |
| Тарица Костянтин Георгійович | Сільський голова, 1955 року народження, освіта середня спеціальна, безпартійний | 31.10.2010   |                 |

Примітка: таблиця складена за даними сайту Верховної Ради України

### Депутати
За результатами місцевих виборів 2010 року депутатами ради стали:

#### За суб'єктами висування
| Суб'єкт висування | Кількість обраних депутатів | %   |
| ----------------- | --------------------------- | --- |
| Самовисування     | 26                          | 100 |

#### За округами
| № округу | Прізвище, ім'я, по батькові   | Дата визнання обраним | Освіта             | Партійна приналежність | Відомості про обраного депутата                                               |
| -------- | ----------------------------- | --------------------- | ------------------ | ---------------------- | ----------------------------------------------------------------------------- |
| 1        | Савчук Лариса Дмитрівна       | 02.11.2010            | вища               | позапартійна           | тимчасово не працює                                                           |
| 2        | Попеску Віолета Аурелівна     | 02.11.2010            | середня спеціальна | член Партії регіонів   | дошкільний навчальний заклад с. Н-Петрівці, вихователька                      |
| 3        | Кольцун Ілля Костянтинович    | 02.11.2010            | середня            | позапартійний          | тимчасово не працює                                                           |
| 4        | Балан Тодор Ілліч             | 02.11.2010            | середня спеціальна | позапартійний          | тимчасово не працює                                                           |
| 5        | Кльоц Наталія Іллівна         | 02.11.2010            | вища               | член Партії регіонів   | Будинок культури с. Н-Петрівці, художній керівник                             |
| 6        | Паламаряк Іван Георгійович    | 02.11.2010            | вища               | позапартійний          | приватний підприємець                                                         |
| 7        | Бежан Віоріка Драгошівна      | 02.11.2010            | середня            | член Партії регіонів   | приватний підприємець                                                         |
| 8        | Георгіян Дмитро Васильович    | 02.11.2010            | середня            | позапартійний          | тимчасово не працює                                                           |
| 9        | Цугуй Костянтин Аристотелович | 02.11.2010            | середня спеціальна | позапартійний          | Чернівецька дистанційна колія, шляховий майстер                               |
| 10       | Магалюк Октавіан Георгійович  | 02.11.2010            | вища               | позапартійний          | Сторожинецький територіальний центр соціального захисту, соціальний працівник |
| 11       | Скіпор Костянтин Васильович   | 02.11.2010            | середня            | позапартійний          | приватний підприємець                                                         |
| 12       | Федорян Георгій Григорович    | 02.11.2010            | середня спеціальна | позапартійний          | Нижньопетровецька сільська рада, інженер-землевпорядник                       |
| 13       | Челакуш Радіон Васильович     | 02.11.2010            | середня спеціальна | позапартійний          | тимчасово не працює                                                           |
| 14       | Скіпор Георгій Ілліч          | 02.11.2010            | середня спеціальна | позапартійний          | приватний підприємець                                                         |
| 15       | Федорян Георгій Михайлович    | 02.11.2010            | середня спеціальна | позапартійний          | тимчасово не працює                                                           |
| 16       | Скіпор Георгій Тодорович      | 02.11.2010            | середня спеціальна | позапартійний          | приватний підприємець                                                         |
| 17       | Скіпор Крістіна Іванівна      | 02.11.2010            | вища               | позапартійна           | тимчасово не працює                                                           |
| 18       | Урсулян Олена Георгіївна      | 02.11.2010            | середня спеціальна | позапартійна           | тимчасово не працює                                                           |
| 19       | Грабюк Анжела Костянтинівна   | 02.11.2010            | середня спеціальна | позапартійна           | Нижньопетровецька сільська рада, касир-рахівник                               |
| 20       | Змошу Міхаєла Аркадіївна      | 02.11.2010            | вища               | позапартійна           | Нижньопетровецька загальноосвітня школа № 1, вчитель                          |
| 21       | Георгіян Василь Ілліч         | 02.11.2010            | середня            | позапартійний          | приватний підприємець                                                         |
| 22       | Грижнику Василь Семенович     | 02.11.2010            | середня спеціальна | позапартійний          | водій-таксист                                                                 |
| 23       | Скіпор Лариса Флорівна        | 02.11.2010            | вища               | позапартійна           | Нижньопетровецька сільська рада, секретар                                     |
| 24       | Гавлюк Болеслав Вікторович    | 02.11.2010            | вища               | позапартійний          | Нижньопетровецька загальноосвітня школа № 2, вчитель                          |
| 25       | Бута Ілля Іванович            | 02.11.2010            | середня спеціальна | позапартійний          | приватний підприємець                                                         |
| 26       | Гаврилюк Василь Ілліч         | 02.11.2010            | середня спеціальна | позапартійний          | с. В-Петрівці Лісництво, майстер лісу                                         |